# Onitis rothi
Onitis rothi là một loài bọ cánh cứng trong họ Bọ hung (Scarabaeidae).